# 철도정보시스템
철도정보시스템 주식회사(일본어: 鉄道情報システム株式会社 데쓰도죠호시스테무 카부시키가이샤[*])는 JR 그룹의 정보 통신 서비스 업체이다.
약칭은 JR 시스템(일본어: JRシステム 제이아루시스테무[*])이며, 여객 판매 종합 시스템(MARS, 마르스)같은 JR 그룹 각사의 컴퓨터 시스템의 운용 및 관리 업무를 일본국유철도로부터 인계받았다.

## 개요
일본국유철도 정보 시스템부, 중앙 정보 시스템 관리 센터, 도쿄 시스템 개발 공사사, 동국립 시스템 공사소, 여객국 중앙 판매 센터, 철도 관리국 중 A사에 드는 국의 정보 구역의 전부 또는 일부를 모체로서 1986년 12월 9일 철도 통신 회사와 함께 설립되어, 국철의 12승계 법인 중 하나로서 마르스 등의 컴퓨터 시스템 운용 관리 사업을 상속받았다. JR 여객 6개사 및 JR화물 회사보다 한 발 앞서 (국철 분할 민영화 한 것은 1987년 4월 1일) 1986년 12월 9일에 회사가 설립된 것은 국철에서 인수할 때 사전 절차가 필요했기 때문이다. 당시 이름은 가칭 "시스템 회사(システム会社)"이었다.
주주는 JR 그룹 철도사업자인 7개 회사(동일본 여객철도, 도카이 여객철도, 서일본 여객철도, 홋카이도 여객철도, 시코쿠 여객철도, 큐슈 여객철도, 일본화물철도)이다. 따라서 이사를 비롯한 임원도 7개 JR 회사 출신의 비상근 임원이 재직한다.
신주쿠의 본사를 비롯하여 각지에 지사가 다수 있지만, 주오 본선 구니타치역 부근의 중앙 시스템 센터가 가장 규모가 크고 직원의 대다수도 거기에 등록한다.

## 본사·사업소

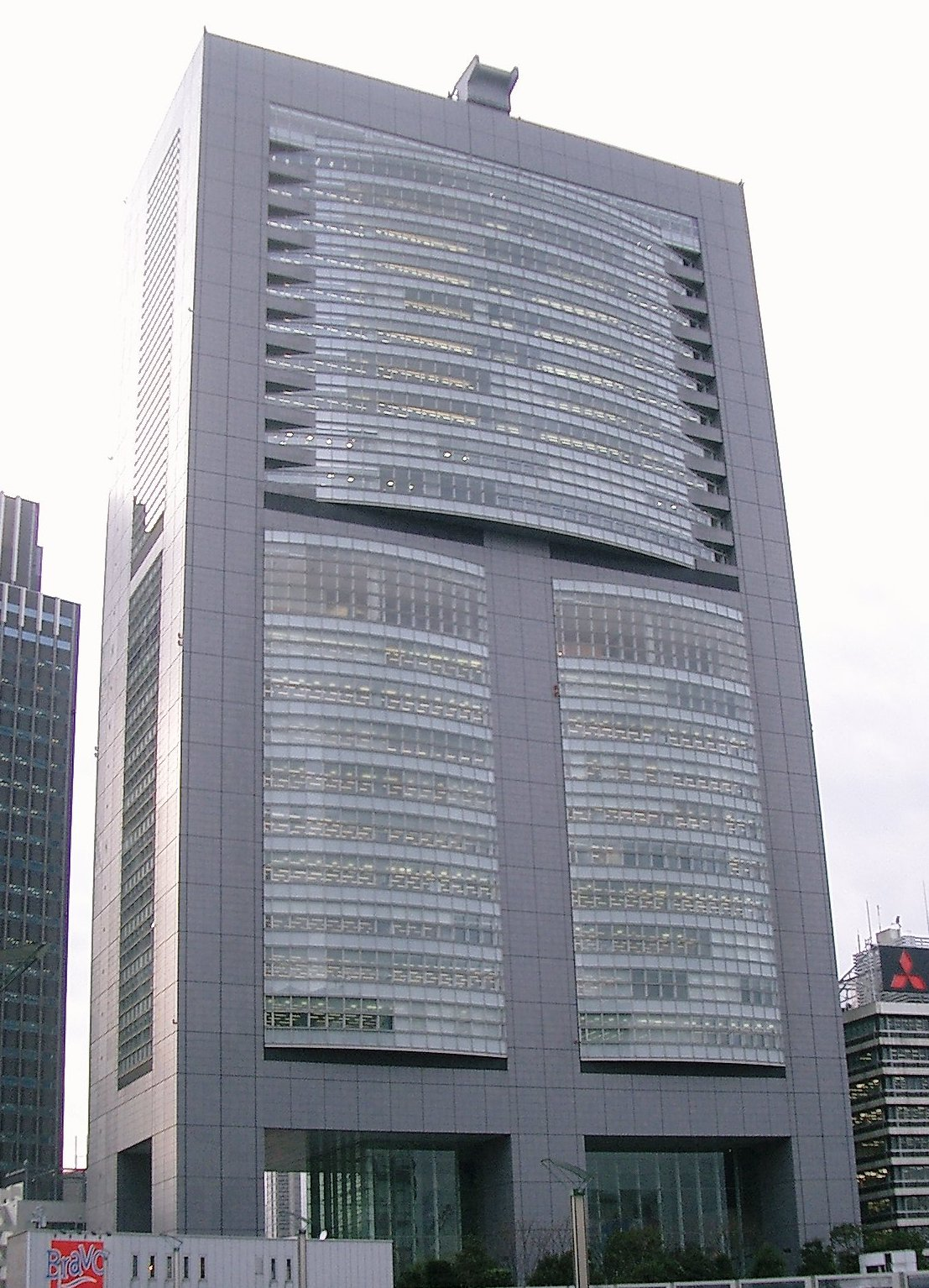
JR 시스템 본사 (JR 동일본 본사 빌딩 내)

### 본사
- 소재지: 도쿄도 시부야구 요요기 2-2-2 (신주쿠역 부근)

### 사업소
- 신주쿠 사무소
  - 소재지: 도쿄도 시부야구 요요기 2-2-6 (JR 신주쿠 빌딩 내)
- 간사이 지사
  - 소재지: 오사카부 오사카시 기타구 시바타 1-4-8 (북한큐 빌딩 내)
- 홋카이도 영업소
  - 소재지: 홋카이도 삿포로시 주오구 키타 11죠 니시 15가 1-1 (JR 홋카이도 본사 건물 내)
- 센다이 영업소
  - 소재지: 미야기현 센다이시 아오바구 이쓰쓰바시 1-1-1 (JR 동일본 센다이 지사 내)
- 도쿄 영업소
  - 소재지: 도쿄도 지요다구 소토칸다 1-17-4 (JR 동일본 아키하바라 빌딩 내)
- 나고야 영업소
  - 소재지: 아이치현 나고야시 나카무라구 메이에키 1-3-4 (JR 도카이 타이코 빌딩 내)
- 시코쿠 영업소
  - 소재지: 가가와현 다카마쓰시 하마노초 8번 33호 (JR 시코쿠 본사 건물 내)
- 큐슈 영업소
  - 소재지: 후쿠오카현 후쿠오카 시 하카타구 하카타에키마에 1-18-7 (하카타 전기 건물)

### 중앙 시스템 센터
- 소재지: 도쿄도 고쿠분지시 히카리쵸 1-47-4

JR 시스템의 개발·운용의 거점이다. 철도종합기술연구소(JR 총연)의 국립 연구소가 인접하고 있다. JR 주오 본선의 구니타치역(북문)이 근처 역이다.

## 주요 사업
- 여객 판매 종합 시스템(MARS, 마르스)

좌석 지정권류의 예약·발권을 위한 컴퓨터 시스템. 시스템의 거점은 도쿄도 고쿠분지시의 중앙 시스템 센터가 있다.
- JR-NET

마르스의 기간 통신 네트워크, 광섬유에 의한 전국 규모의 통신 네트워크이다.
- "미도리 창구"용 판매 단말

녹색 창구에서 승차권·지정석권 등의 표와 각종 티켓을 예약·발권하기 위한 단말.(MR형 등)이들 단말은 철도 정보 시스템이 제작한 것 외에 JR동 일본 지역에서 사용되는 제이 아루 동 일본 정보 시스템이 제작한 것도 있다.(MEM형, MEX형 등)
외에도 지정석권 매표기 등의 고객 조작형(MV 형)도 제작하고 있다.
- CYBER STATION

- FRENS (화물 정보 네트워크 시스템)

- 고속버스 인터넷 (JR 버스 그룹의 고속버스 종합 예약 사이트)

- 물류 타운

물류에 관한 정보 발신 정보 교환을 행하기 위한 인터넷 사이트. 1996년 11월부터 서비스 개시, 2007년 3월 31일 서비스 종료. 당시 URL은 https://web.archive.org/web/20040929123649/http://www.transport.or.jp/.
- 먼 케이블 네트

아파트 관리 조합의 담당이 대규모 공사 관리 회사 등의 견적 참가 업체를 인터넷에서 무료로 공모할 수 있는 서비스.
- 수입 정산 시스템

JR 각사의 여객 수입 배분 및 정산 시스템. 회사 설립 때부터 업무를 하고 있다. JR 각사에 걸친 운행되는 열차 운임 배분 등의 청산을 하고 있다.

## CYBER STATION
CYBER STATION(사이버 스테이션)은 JR 시스템이 운영하는 인터넷 서비스 프로바이더 사업이다. 전신은 컴퓨터 통신의 "PC-STN"이다.

## 협력 회사·관련 회사
- 제이알 시스템 엔지니어링 - 자회사
- 고급 트래픽 시스템즈
- 트랜스 넷
- 정보 산업 서비스
- 재단법인 교통 통계 연구소

## 같이 보기
- JR